# Aciagrion dondoense
Aciagrion dondoense – gatunek ważki z rodziny łątkowatych (Coenagrionidae). Występuje we wschodniej części Afryki Subsaharyjskiej – od Tanzanii po Zimbabwe, Mozambik i prowincję KwaZulu-Natal we wschodniej RPA.
W RPA imago lata przez cały rok. Długość ciała 37–38 mm. Długość tylnego skrzydła 20,5 mm.